# Горня Петричка
45°44′ пн. ш. 16°47′ сх. д. / 45.73° пн. ш. 16.78° сх. д.
Горня Петричка (хорв. Gornja Petrička) — населений пункт у Хорватії, у Б'єловарсько-Білогорській жупанії у складі громади Іванська.

## Населення
Населення за даними перепису 2011 року становило 104 осіб.
Динаміка чисельності населення поселення: